# کیانی (نام خانوادگی)
کیانی نام افراد زیر است:
- مجید کیانی، نوازندهٔ سنتور
- کنعان کیانی، بازیگر و دوبلور سیمای جمهوری اسلامی ایران
- سید عبدالمجید کیانی هندی، از استادان موسیقی ایرانی
- لیندا کیانی، بازیگر ایرانی
- سوفی کیانی، بازیگر ایرانی
- مهدی کیانی (بازیکن فوتبال، متولد ۱۳۶۵)، بازیکن فوتبال
- مهدی کیانی (بازیکن فوتبال، متولد ۱۳۵۷)، بازیکن فوتبال
- ایمان کیانی بازیکن فوتبال
- پرویز کیانی شناگر اهل ایران
- محمدعلی کیانی‌نژاد، نوازنده نی
- عبدالرضا کیانی‌نژاد، مشهور به مازیار، خواننده پاپ ایرانی
- ناهید کیانی ، تکواندو کار ایرانی